# Amphisbaena rozei
Espèce
Amphisbaena rozei est une espèce d'amphisbènes de la famille des Amphisbaenidae.

## Répartition
Cette espèce est endémique de l'État de Bolívar au Venezuela. 

## Publication originale
- Lancini, 1963 : Una nueva especie del genero Amphisbaena (Sauria: Amphisbaenidae) de Venezuela. Publicacciones Ocasionales de la Museum de Ciencias Naturales de Caracas, Zoologia, n. 6, p. 3.